# Merle à pattes jaunes
Turdus flavipes
Espèce
Synonymes
- Platycichla flavipes

Statut de conservation UICN

 LC  : Préoccupation mineure
Le Merle à pattes jaunes (Turdus flavipes) est une espèce de passereaux de la famille des Turdidae.

## Répartition et sous-espèces
- T. f. venezuelensis (Sharpe, 1900) : cordillère Orientale (Colombie), Sierra Nevada de Santa Marta, cordillère de Mérida ;
- T. f. melanopleura (Sharpe, 1900)	: cordillère de la Costa, Trinidad ;
- T. f. xanthoscelus Jardine, 1847 : Tobago ;
- T. f. polionotus (Sharpe, 1900) : tepuys du sud-est du Venezuela ;
- T. f. flavipes Vieillot, 1818 : forêt atlantique.